# Tuma
La tuma è un formaggio tipico siciliano, prodotto con latte di pecora, inserito nell'elenco dei Prodotti agroalimentari tradizionali siciliani del Mipaaf.
Il termine indica il primo grado di stagionatura del formaggio pecorino siciliano, anche se il termine viene spesso sostantivato a indicare un formaggio a sé. Comunemente, col termine tuma, o toma, si indica un formaggio fresco che può essere prodotto con latte ovino, vaccino, o con una mistura di essi.

## Caratteristiche
La tuma viene prodotta dalla cagliata del latte ovino, senza alcuna aggiunta di sale. La mancanza di sale ne impedisce la conservazione e la tuma deve essere consumata entro una settimana o al massimo due dalla sua produzione. In origine la tuma era esclusivamente prodotta con latte ovino, ed è molto diffusa in Sicilia, particolarmente nelle province interne.
In Francia, Piemonte e Valle d'Aosta viene prodotto, con altri metodi di lavorazione, un formaggio chiamato Tomme, o Tome, in francese e Toma  in piemontese.

## Fasi di produzione del pecorino
La tuma è la prima delle fasi di produzione e stagionatura del pecorino. Questo formaggio di pecora, infatti, può essere consumato in diversi gradi di stagionatura:
- Tuma
- Primosale
- Secondo sale
- Pecorino stagionato

## Altre versioni
Alcuni formaggi tuma siciliani vengono prodotti anche con latte vaccino.
- Il Tumazzu di vacca è, anch'esso, incluso nell'elenco dei prodotti agroalimentari tradizionali siciliani.